# Mexikó kultúrája
Mexikó kultúrája az amerikai prekolumbiánus amerikai és a spanyol kultúra keveredésének eredményeként alakult ki a 16. században, majd a modern korban az USA is erősen befolyásolta. A két nagy civilizáció – az őslakos és az európai – hiedelmei és szokásai békésen élnek ma együtt az országban, lakói pedig a globalizáció ellenére tisztelik és tartják hagyományaikat.

## Oktatási rendszer
Mexikóban az alapoktatás általában három szintre oszlik: általános iskola (primaria), amely 1–6. osztályból áll; a középiskola első szakasza (secundaria), amely a 7–9. osztályból áll; és középiskola második része (preparoria), amely a 10–12. évfolyamot foglalja magában.
A felsőoktatásban vannak állami és magán felsőoktatási intézmények is. A felsőoktatás általában az Egyesült Államok oktatási modelljét követi, legalább 4 éves alapképzési fokozattal (Licenciatura), két posztgraduális fokozattal, 2 éves mesterképzéssel (Maestría) és 3 éves doktori fokozattal (Doctorado).
2010 táján míg a gyerekek több mint 90%-a jár általános iskolába, addig csak 62%-uk a középiskolába és csak 45%-uk fejezi be a középiskolát. A középiskola után mindössze egynegyedük megy tovább a felsőoktatásba.

## Művészetek

### Építészet
A spanyol hódítást megelőzően Mezo-Amerika legrégebbi városainak és szertartási helyszíneinek elrendezése a modern városok alaprajzaira hasonlított. A városok közepén levő zócalót (→ Zócalo (Mexikóváros)), vagyis a központi teret templomok és paloták szegélyezték. A középületek és házak legfőbb építőanyaga a kő, a vályogtégla és a habarcs volt, amelyet természetes anyagok, például fa és szalma egészítettek ki. A fontos épületeket aprólékos kidolgozású falfestések és kőfaragások díszítették.
A 16. század óta az európai ízlés és technika rányomta a bélyegét a mexikói építészetre. A spanyol hódítók a rabszolgává tett őslakosokkal palotákat és keresztény templomokat építettek a lerombolt „pogány” építmények köveiből.
A modern mexikói építészet prehispán, gyarmati és mexikói elemeket mutat.

### Képzőművészetek

#### Festészet
A képzőművészeti ágai közül a leghíresebb a falfestés (freskó) volt. Fejlődését erősen befolyásolta az aztékok és a maják művészete, valamint más, Kolumbusz előtti civilizációk.
A jól ismert modern művész, Frida Kahlo mexikói volt.

### Filmművészet
Mexikó legrégebbi filmjei révén a mariachizene és az észak-mexikói cowboyok életstílusa nagyon népszerű lett. Pancho Villa hőstettei kedvelt témának számítottak, akárcsak a városi családok szenvedései és megpróbáltatásai. Az 1930-as évekre a mexikói film világszerte figyelmet kapott.
Rengeteg USA-beli filmet forgattak Észak-Mexikóban és az 1940-es években hollywoodi sztárok jártak Acapulcóban. A leghíresebb mexikói rendező Luis Buñuel (1900–1983) volt, aki az 1950-es években, a polgárháború idején elhagyta hazáját. Az általa rendezett Elhagyottak (1950) valódi mexikói remekmű.
Az 1990-es évek leghíresebb mexikói filmje a Szeress Mexikóban Laura Esquivel óriási könyvsikerének érzelmes feldolgozása volt. Napjainkban egyre több mozi-, dokumentumfilm és szappanopera készül Mexikóban. A mexikói filmkészítők a világ számos pontján versengenek a támogatásokért és díjakért, a mexikói színészek pedig saját hazájukban és külföldön egyaránt hírnévre tesznek szert.

### Zene
A leghíresebb és legközismertebb zenei stílus a ranchera, melyet mariachizenészek énekelnek és játszanak hegedűvel, trombitával és különféle gitárszerű hangszerekkel.
Az ország mindegyik része egyedi, jellegzetes zenei világgal rendelkezik. A norteṅo együttesek harmonika, basszusgitár és gitár hangjával keverik a polkát és a ranchera dallamokat, melyből Mexikó északi részén népszerű, pezsdítő country-t és nyugati zenét hoznak létre. A trópusi ritmusú cumbia, salsa és marimba ütemére táncolnak az emberek Veracruzban. A sinaloai rézfúvós bandát német hatás jellemzi, köszönhetően az 1920-as években ide érkező bevándorlóknak. Országszerte hallani ismerős és szokatlan zenéket.

## Hagyományok
Az olmék kortól kezdve az összes prekolumbián mezo-amerikai civilizáció egy csoportos labdajátékot  játszott. A játékot téglalap alakú, földes, később kővel borított, fallal övezett pályán játszották. A pontos szabályokat nem ismerjük, de a fő cél az volt, hogy a játékosok a kemény gumilabdát a magasan az egyik falra erősített, kis méretű gyűrűbe juttassák. A játéknak rituális jellege volt: a pálya a világegyetemet jelképezte, a labda pedig a Napot. A vesztes csapat tagjait vélhetőleg feláldozták.
Ősi mezoamerikai, vallásos eredetű akrobatikus mutatvány a voladorok tánca. Manapság főleg Veracruz állam bizonyos részein láthatjuk.

## Illemtan – szokások
- Megszólításkor minden esetben használjuk az illető személy címét (pl. doktor, professzor, mérnök)
- A méltóság és udvarias viselkedés a mexikóiak számára nagyon fontos. Elváláskor minden esetben köszönjünk el, és még csak utalást se tegyünk arra, hogy valakinek a modora szerintünk kívánnivalót hagy maga után.
- Ne beszéljünk az USA-ról úgy, hogy Amerika, hiszen Mexikó is ugyanazon földrészen található.
- Ne tegyük szóvá, ha partnerünk elkésik egy találkozóról.
- A társadalomra a kötetlenség jellemző. A határidőknek kicsi a jelentősége és általában nem is tartják be őket.
- A mexikóiak ritkán utasítják el valaminek a lehetőségét. Viszont inkább megígérnek olyasmit is, amit egyébként lehetetlenség teljesíteni.

## Gasztronómia
A mexikói konyha az őslakos és az európai kultúrák keveredéséről ismert, de az évszázadok során több kultúrából vett át különféle dolgokat. Ma az indián, az amerikai és az európai ízlések egyvelege. A konyhát 2010-ben az UNESCO felvette az emberiség szellemi kulturális örökségének listájára.
Hagyományosan a fő mexikói összetevők kukoricából, babból, vörös és fehér húsokból, burgonyából, paradicsomból, a tenger gyümölcseiből, csilipaprikából, tökből, diófélékből, avokádóból és különböző Mexikóban őshonos fűszernövényekből állnak.
A legfontosabb étkezés az ebéd. Este egy kevés gyümölcsöt és tacót (vagy tortillát) fogyasztanak.

### Régiónként
A Kaliforniai-félszigeten gyakoriak a tengeri ételek.
A Csendes-óceán partján homárt, tengeri rákhúst, teknőssültet, fürjhúst szolgálnak fel. Ezenkívül szeretik még a cevichét, amely egy nyers tengeri étel, citruslében párolva.
Mexikó északi részein a helyiek kedvence a marhasült, a nyárson sült vegyes marha, bárány és szalonna, ezeket általában rizzsel szolgálják.
Guadalajarában a látogató marha- vagy csirkepörköltet ehet, melyet paradicsommal vagy hagymával készítenek.
Oxacában molést találunk, melyet tamalesszel kínálnak. A mole egyfajta szósz és az ebben a szószban felszolgált pulyka nemzeti ételnek számít. A tamales általában párolt kukoricalepényből vagy banánlevélből készül. Ezt legtöbbször hússal, zöldségekkel vagy chilibabbal töltik.

### Italok
Nemzeti italuk a tequila, a mezcal, a pulque, de a sör is kedvelt.

## Sport
Nemzeti sportok a bikaviadal és a charrería  (ejtsd: csaréria). Utóbbi egy lovas sport, amelyet az UNESCO 2016-ban felvett az emberiség szellemi kulturális örökségének listájára.
Mexikóban található a világ legnagyobb bikaviadalának helyszíne, a mexikóvárosi Plaza de Toros México, amely több mint 40 ezer fő befogadására alkalmas.
A labdarúgás a legnépszerűbb csapatsport.

## Ünnepek
A mexikóiak szeptember 16-án ünneplik a Spanyolországtól való függetlenedésüket, más ünnepeket pedig a "Fiestas" néven ismert fesztiválokkal ünneplik. Sok mexikói városban, településen és faluban évente fesztivált tartanak helyi védőszentjeik emlékére. Az ünnepek alatt az emberek a templomban imádkoznak és gyertyákat égetnek szentjeik tiszteletére. Emellett nagy felvonulásokat, tűzijátékokat, táncversenyeket vagy szépségversenyeket is tartanak, miközben a piactereken és köztereken buliznak. A kisebb városokban és falvakban focit vagy ökölvívást is rendeznek az ünnepek alatt.
A "Guadalupe-napot" sok mexikói országa legfontosabb vallási ünnepének tekinti. A guadalupei szűz, Mexikó védőszentje előtt tisztelegnek, ezt december 12-én ünneplik.
A halottak napja a Kolumbusz előtti hiedelmekből és keresztény elemekből épül fel. Az ünnep középpontjában a család és a barátok összejövetelei állnak, hogy emlékezzenek az elhunyt barátokra és családtagokra.

### Nemzeti ünnepek
| Dátum           | spanyol neve                            | magyar neve                                       |
| --------------- | --------------------------------------- | ------------------------------------------------- |
| január 1.       | Año Nuevo                               | újév                                              |
| február 5.      | Aniversario de la Constitución Mexicana | az alkotmány napja                                |
| február 24.     | Día de la Bandera                       | a zászló napja                                    |
| március 21.     | Natalicio de Benito Juárez              | Benito Juárez születésnapja                       |
| március/április | Jueves Santo                            | nagycsütörtök                                     |
| március/április | Viernes Santo                           | nagypéntek                                        |
| május 1.        | Día del Trabajo                         | a munka ünnepe                                    |
| május 5.        | Batalla de Puebla (Cinco de Mayo)       | a pueblai csata évfordulója                       |
| szeptember 1.   | Informe Presidencial                    | a Kormánynyilatkozat évfordulója                  |
| szeptember 16.  | Día de la Independencia                 | a függetlenség napja                              |
| október 12.     | Día de la Raza                          | Kolumbusz napja – Az újvilág felfedezésének napja |
| november 1.     | Días de los Muertos                     | halottak napja                                    |
| november 2.     | Día de los Fieles Difuntos              | mindenszentek napja                               |
| november 20.    | Aniversario de Revolución Mexicana      | a forradalom napja                                |
| december 12.    | Nuestra Señora de Guadalupe             | a Guadalupei Szent Szűz napja                     |
| december 25–26. | Navidad                                 | Karácsony                                         |

## Kulturális világörökség

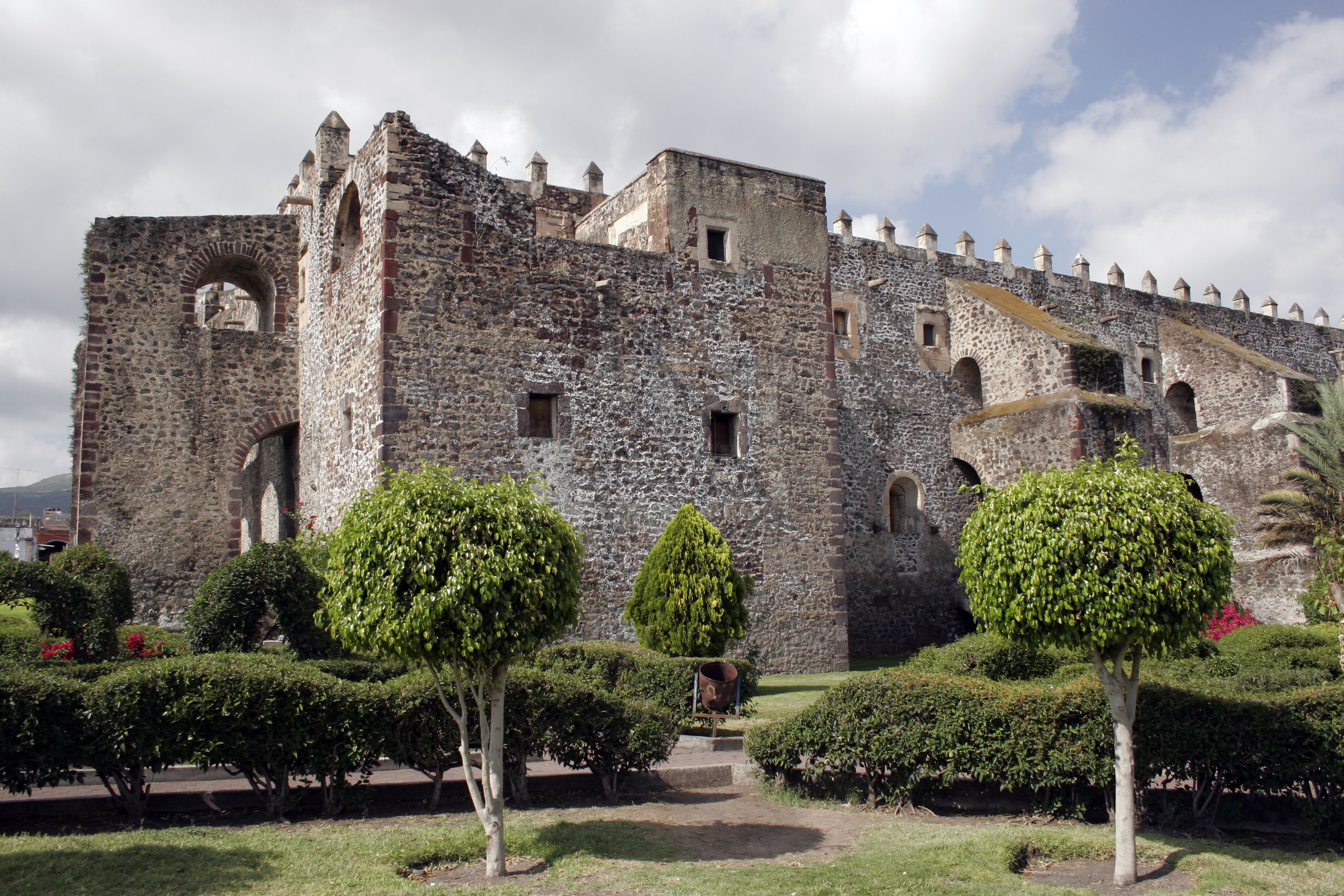
Guanajuato kolostorának egy része

A Kolumbusz előtti Amerika kulturális teljesítményének csúcsai találhatók Mexikóban. De a hódítók civilizációja is nagyszerű alkotásokra volt képes. A mai Mexikó kultúrája mindkettő örököse. Ezt a sajátos örökséget becsüli nagyra az UNESCO a világörökséggé nyilvánított építmények nagy számával.
- Palenque prehispán városa és Nemzeti Parkja
- Mexikóváros történelmi központja és Xochimilco
- Teotihuacán prehispán városa
- Oaxaca történelmi központja és Monte Alban régészeti lelőhelyei
- Puebla történelmi központja
- Guanajuato történelmi városa és a szomszédos bányaterület
- Chichén Itzá prehispán városa
- Morelia történelmi központja
- El Tajín prehispán város
- Zacatecas történelmi központja
- A Sierra de San Francisco sziklarajzai
- Korai 16. századi kolostorok a Popocatépetl lejtőin
- Uxmal prehispán városa
- A Querétaro körzet történelmi műemlékei
- Hospicio Cabañas, Guadalajara
- Paquimé régészeti lelőhelyei, Casas Grandes
- Tlacotalpan történelmi műemlékegyüttese
- Xochicalco régészeti műemlékei
- San Francisco de Campeche erődített történelmi városa
- Calakmul ősi maja városa, Campeche
- Sierra Gorda / Querétaro ferences rendi missziói
- Luis Barragán-ház és -műterem
- Agave tájegység és Tequila régi ipari építményei
- Az Universidad Nacional Autónoma de México egyetemvárosának központja
- San Miguel de Allende városa és az Atotonilcói Názáreti Jézus-szentély